# Clerks II
Clerks II és una pel·lícula de comèdia negra estatunidenca de 2006 escrita i dirigida per Kevin Smith com a seqüela de la seva pel·lícula de 1994 Clerks. La pel·lícula és protagonitzada per Brian O'Halloran, Jeff Anderson, Rosario Dawson, Trevor Fehrman, Jennifer Schwalbach Smith, Jason Mewes i el propi Smith, i reprèn els personatges originals de Clerks: Dante Hicks, Randal Graves i Jay and Silent Bob deu anys després de la primera pel·lícula. A diferència de la primera pel·lícula, que es va rodar en blanc i negre, aquesta pel·lícula es va rodar en color.
La pel·lícula es va projectar fora de competició al 59è Festival Internacional de Cinema de Canes on va rebre una ovació de vuit minuts, i va guanyar el Premi del Públic al Festival Internacional de Cinema d'Edimburg de 2006, abans d'estrenar-se a les sales de cinema el 21 de juliol de 2006 amb èxit de crítica i comercial, amb una recaptació de 27 milions de dòlars a tot el món a partir d'un pressupost de 5 milions de dòlars. El 2022 es va estrenar Clerks III.

## Argument
Quan Dante Hicks arriba a Quick Stop, la botiga on treballa, per a un nou dia de feina se la troba en flames ja que Randal Graves, el millor amic de Dante, havia deixat la cafetera encesa la nit anterior. Com que la botiga i el videoclub adjacent han estat destruïts pel foc, Dante i Randal comencen a treballar al restaurant de menjar ràpid Mooby's juntament amb el devot cristià Elias Grover i la seva gerent Becky Scott.

## Producció
El restaurant Mooby's era un Burger King situat al 8572 Stanton Ave de Buena Park que ara està enderrocat. Els darrers dies de rodatge es van filmar a la botiga Quick Stop i RST Video de Leonardo, a Nova Jersey, i l'escena del kart que es va rodar a l'Speedzone d'Industry. La seqüència d'obertura on Randal i Dante condueixen fins a la feina és un muntatge de la Ruta 35, principalment a Middletown Township, a Nova Jersey.
Brian O'Halloran, Jeff Anderson, Jason Mewes i Kevin Smith van repetir els seus papers de la primera pel·lícula. D'acord amb el costum de Smith de repetir actors amb els quals ha treballat anteriorment, tant Jason Lee com Ben Affleck van tenir també un paper a la pel·lícula. Lee va interpretar a Lance Dowds i Affleck va interpretar un client de Mooby's a l'atzar.
Music from the Motion Picture Clerks II, la banda sonora de la pel·lícula, va ser comercialitzada a partir del 22 d'agost de 2006 per Bulletproof Records. Inclou cançons de diversos artistes i gèneres, així com alguns clips amb diàlegs de la pel·lícula. Una excepció notable és que «1979», de The Smashing Pumpkins, que tot i aparèixer a la pel·lícula no hi està inclosa i va ser substituïda per «Think Fast» d'All Too Much, que no apareix a la pel·lícula.